# 罗开富 (1913年)
罗开富（1913年—1992年9月26日），男，湖南长沙人，中国地理学家，曾任中国地理研究所代所长，中国科学院地理研究所研究员，广东省科学院地理研究所研究员，广东省政协常委。